# 8849 Brighton
8849 Brighton este un asteroid din centura principală de asteroizi.

## Descriere
8849 Brighton este un asteroid din centura principală de asteroizi. A fost descoperit pe 15 noiembrie 1990 la Observatorul La Silla de Eric Walter Elst. El prezintă o orbită caracterizată de o semiaxă mare de 2,92 ua, o excentricitate de 0,11 și o înclinație de 10,0° în raport cu ecliptica.